# Isistius brasiliensis

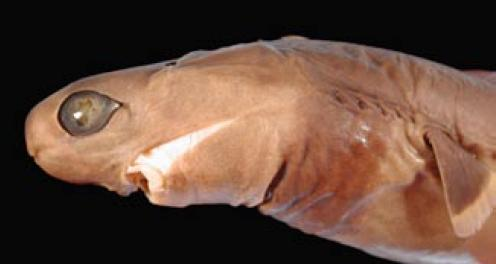
Cabeça de I. brasiliensis mostrando os grandes olhos verdes e a boca diagonal.

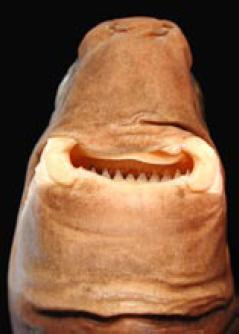
O aparelho bucal adaptado à sucção e corte (vista ventral).

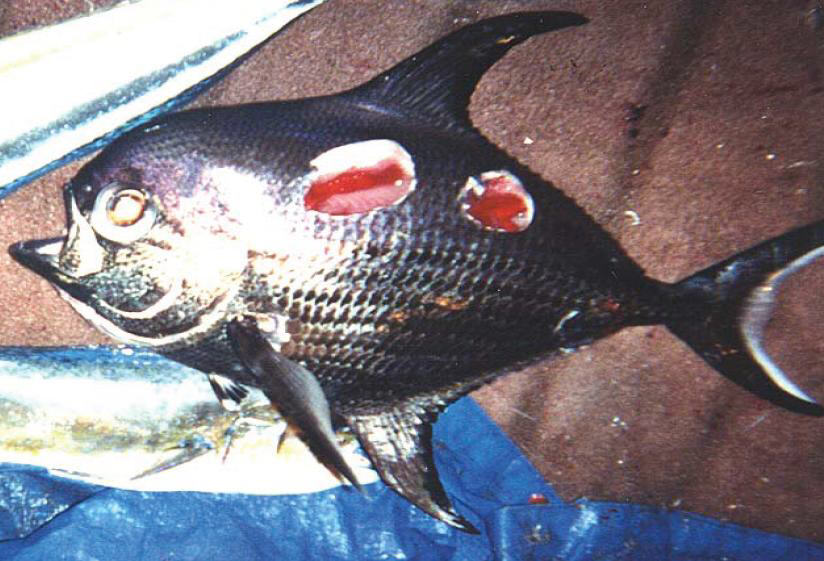
"Feridas em cratera" resultantes da mordedura de I. brasiliensis num exemplar de Bramidae.

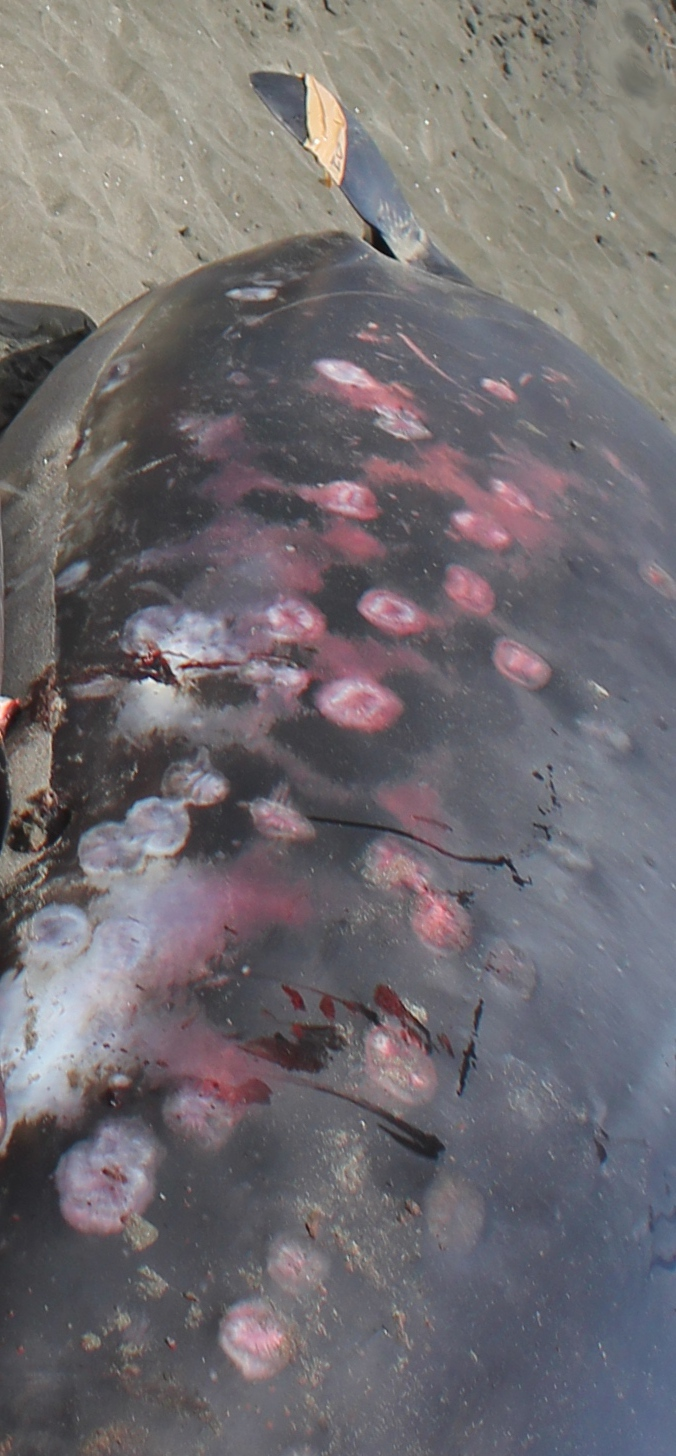
Carcaça de baleia recoberta de cicatrizes resultantes de mordeduras de I. brasiliensis.

Isistius brasiliensis (Quoy & Gaimard, 1824), conhecido pelos nomes comuns de tubarão-charuto tubarão-luminoso, ou tubarão-corta-carne, é uma espécie de pequenos tubarões malhados esqualiformes das águas profundas dos mares subtropicais e tropicais. Pertence à família Dalatiidae, um grupo de esqualos caracterizado por grandes migrações verticais na coluna de água. A espécie carateriza-se por uma grande voracidade, arrancando pedaços circulares de carne às suas vítimas de maiores dimensões. Este comportamento está na origem do nome comum anglófono de cookiecutter ("cortador de biscoitos"), pois a sua estrutura bucal, com semelhanças com a das lampreias, permite-lhe fixar-se sobre o hospedeiro, cortando de seguida um naco de carne, com alguns centímetros de diâmetro, com recurso a uma dentição adaptada a este tipo de ectoparasitismo.

## Descrição
Isistius brasiliensis é uma espécie de pequenos tubarões malhados da família Dalatiidae que ocorre em regiões de águas quentes e profundas de todos os oceanos, especialmente perto de ilhas. A espécie migra verticalmente até 3 000 m em cada dia, aproximando-se da superfície ao anoitecer e descendo com o amanhecer. Já foi registada a presença deste tubarão a uma profundidade de 3,7 km.
Os espécimes adultos da espécie atingem apenas 42–56 cm de comprimento, caracterizando-se por um corpo longo e fusiforme, de secção cilíndrica (o que lhe mereceu o nome de tubarão-charuto) e coloração acastanhada com manchas escuras. O focinho é curto e achatado, os olhos muito grandes e apresenta um aparelho bucal com claras adaptações à sucção. As barbatanas dorsais são desprovidas de estruturas duras e a barbatana caudal é de grandes dimensões, com as extremidades rombas e irregulares.
A pele da face inferior de todo o corpo, com excepção de um colar mais escuro em torno de garganta e fendas branquiais, é esbranquiçada e dotada de fotóforos que emitem uma luz esverdeada.
O nome comum anglófono, tubarão cookiecutter ou tubarão "cortador de biscoitos", alude ao hábito da espécie se alimentar de nacos arredondados cortados por goivagem, como se por um cortador de biscoitos, nos flancos de animais maiores. As características marcas feitas por estes tubarões foram encontrados numa grande variedade de mamíferos marinhos e peixes, bem como em estruturas moles de submarinos e no isolamento de cabos submarinos e outras estruturas colocadas em regiões profundas. As marcas também foram encontradas em corpos humanos recolhidos no mar. Consomem presas inteiras, como lulas e outros cefalópodes pelágicos, quando de pequenas dimensões.
Estes tubarões apresentam adaptações que lhes permitem pairar na coluna de água e provavelmente dependem da astúcia e dissimulação para capturar presas mais ativas. O colarinho escuro, particularmente quando visto contra a luminosidade da superfície, parece imitar a silhueta de um peixe pequeno, enquanto o resto do corpo, iluminado pelos fotóforos ventrais, se confunde com luz incidente sobre a superfície. Quando um possível predador se aproxima do isco, o tubarão adere aos seus flancos utilizando a sucção dos lábios e da faringe especializada, e extirpa um pedaço de carne utilizando a sua dentição em forma de serra de fita, com um conjunto de dentes inferiores especializados no corte.
A espécie tem hábitos gregários, sendo conhecida por viajar em cardumes. Embora estes tubarões raramente sejam encontradas por causa do seu habitat  oceânico, estão documentados alguns ataques a seres humanos aparentemente causadas por tubarões-charuto. Apesar disso, este tubarão de pequenas dimensões não é considerado muito perigoso.
A União Internacional para Conservação da Natureza (IUCN) listou a espécie I. brasiliensis como tendo o estatuto de consevação de pouco preocupante, dado que apresenta uma alargada distribuição natural, não tem valor comercial conhecido e não é particularmente vulnerável à pesca.

## Taxonomia
Os naturalistas franceses Jean René Constant Quoy e Joseph Paul Gaimard foram os autores da descrição original da espécie I. brasiliensis aquando da publicação dos resultados da viagem de exploração realizada em 1817–1820 a bordo da corveta Uranie, atribuindo à nova espécie o nome binomial Scymnus brasiliensis porque o espécime tipo fora capturado ao largo do Brasil. Em 1824, a descrição da nova espécie foi publicado no relatório da viagem, intitulado Voyage autour du monde ... sur les corvettes de S.M. l'Uranie et la Physicienne ("Viagem à volta do mundo ... nas corvetas de S.M. Uranie e Physicienne"), editado por Louis de Freycinet em 13 volumes.
Em 1865, o ictiologista americano Theodore Nicholas Gill criou um novo género, a que deu o nome de Isistius (de Isis, a deusa egípcia da luz, no qual integrou a espécie.
Uma das mais antigas descrições conhecidas das feridas deixadas pela mordedura de I. brasiliensis em vários animais é uma antiga lenda de Samoa, que afirma que atu (o atum-gaiado) que entrava na Baía de Palauli deixava atrás pedaços da sua carne como sacrifício a Tautunu, o chefe da comunidade. Em séculos posteriores foram alvitradas várias outras explicações para as profundas feridas circulares encontradas em múltiplos animais marinhos, incluindo a acção de lampreias, bactérias e parasitas invertebrados de vários tipos.
Em 1971, Everet Jones do U.S. Bureau of Commercial Fisheries (uma organização predecessora do National Marine Fisheries Service) descobriu que as espécies de Isistius eram responsáveis pelas misteriosas mordeduras que produziam as designadas feridas em cratera. O perito em tubarões Stewart Springer popularizou o nome "tubarão cookiecutter", "tubarão cortador de biscoitos" para a espécie I. barsiliensis (apesar de a ter originalmente apodado de "demon whale-biters", "demónios modedores de baleias"). Outros nomes comuns para a espécie incluem esqualo e tubarão-luminoso.